# Ceramius beyeri
Ceramius beyeri är en stekelart som beskrevs av Brauns 1903. Ceramius beyeri ingår i släktet Ceramius och familjen Masaridae. Inga underarter finns listade.